# Pheidologeton pullatus
Pheidologeton pullatus är en myrart som beskrevs av Santschi 1920. Pheidologeton pullatus ingår i släktet Pheidologeton och familjen myror. Inga underarter finns listade i Catalogue of Life.